# Língua dagaare
Dagaare é a língua dos dagaabas de Gana e Burquina Fasso. É descrita também como um continuum dialetal que inclui  Waale e Birifor.

## Sub-divisões
Ethnologue divides Dagaare em três variantes (línguas):
- Dagaare Sul/Central, que é falada principalmente em Gana por cercade 700 mil pessoas – no extremo noroeste e na região Alto-Ocidental. É também chamada Dagaare, Dagara, Dagari, Dagati, Degati or Dogaari.
- Dagaare Norte, falada principalmente em Burquina Fasso por cerca de 388 mil pessoas no sudoeste, nas províncias Poni, Bougouriba, Sissili e Mouhoun Seus nomes são Dagaare, Dagaari, Dagari, Dagati, Degati or Dogaari. O Dagaare de Burquina Fasso apresente três tons: Alto – marcado por acento agudo (á); Baixo com acento grave (à). A ausência de acento na vogal indica tom médio.
- Dagaari diúla, que é falada também em Burquina Fasso. São cerca de 21 mil falantes em  Diébougou, To, Boromo, Soukoulaye, Silly, Pa, Dano, Leo, Gao, Dissin, Wessa, Fara e Hamele Francês. Foi muito influenciada pela não-relaciona língua diúla, sendo também chamada Dagaari Jula, Dagari Dyoula, Jari, Wala  e Yari.

## Escrita
As línguas Dagaare usam o alfabeto latino usado pelos colinizadores para escrever nomes de pessoas e lugares. Durante os anos 50 e 60, missionários franceses usaram essa escrita adaptada (com base na língua francesa) para produzir textos religiosos do Dagaare Norte em Burquina Fasso. A última reforma da ortografia foi em 1998. .;
As reformas do Dagaare de Gana foram em 1976 e 1982 pelo “Dagaare Language Committee” que publicou o “Guide to Dagaare Spelling “.
- O Dagaare de Burquina Fasso usa o alfabeto latino sem as letras C, Q, X, mas com as letras adicionais ɔ e ɛ
- O Dagaare de de Gana a escrita latina com 38 símbolos simples ou duplos, porém, sem as letras Q, X.

## Amostra de texto
Nengsaala zaa ba nang dɔge so la o menga, ka o ne o taaba zaa sengtaa noba emmo ane yɛlɛsoobo sobic poɔ. Ba dɔgɛɛ ba zaa ne yɛng ane yɛlɛ-iruu k'a da seng ka ba erɛ yɛlɛ korɔ taa a nga yɔɔmine.
Português
Todos os seres humanos nascem livres e iguais em dignidade e direitos. São dotados de razão e consciência e devem agir em relação uns aos outros com espírito de fraternidade. (Artigo 1º - Declaração Universal dos Direitos Humanos)